# Fontes PostScript
As fontes PostScript são especificações de fontes de contorno desenvolvidas pela Adobe Systems para composição digital profissional, que usa o formato de arquivo PostScript para codificar informações de fonte.

## Tipo de fonte

### Tipo 0
Tipo 0 (também conhecida como Type 0) é um formato de fonte "composto" - como descrito no Manual de Referência da Linguagem PostScript, 2 ª Edição. Uma fonte composta é constituída por uma fonte de alto nível que referencia várias fontes descendentes.

### Tipo 1
Tipo 1 (também conhecida como PostScript, PostScript Type 1, PS1, T1 ou Adobe Type 1) é o formato de fonte para single-byte fontes digitais para uso com o software Adobe Type Manager e com impressoras PostScript. Ele pode suportar font insinuando.
Foi originalmente uma especificação proprietária, mas a Adobe lançou a especificação de fabricantes de terceiros, desde que todos os font fontes Type 1 aderir a ela.